# Odd Squad
Odd Squad (estilizado como ODD SQUAD) es una serie de televisión educativa infantil de acción real creada por Tim McKeon y Adam Peltzman. La serie se estrenó en TVOKids en Canadá y PBS Kids en los Estados Unidos el 26 de noviembre de 2014. Al igual que Cyberchase y Peg + Gato, la serie involucra personajes infantiles que usan conceptos matemáticos (suma, multiplicación, uso de datos en gráficos, etc.) para avanzar en la trama de cada episodio. La serie presenta niños actores (cuyos personajes son los empleados del "Odd Squad") que utilizan el razonamiento indirecto y las matemáticas básicas para resolver e investigar sucesos extraños en su ciudad.

## Sinopsis
Únete al equipo de Odd Squad con la agente Olivia (Dalila Bela) y el agente Otto (Filip Geljo) para emprender inusuales e hilarantes investigaciones haciendo uso de la resolución de problemas y el razonamiento, lo que involucra importantes conceptos matemáticos.

## Personajes
- Dalila Bela – Agente Olivia: una agente veterana de Odd Squad. Olive comenzó la temporada 1 adaptándose a trabajar con su nuevo socio, el novato Otto. Olive suele ser taquilla, enérgica y seria. Ella tiene un temor mórbido a los pasteles, que ella adquirió después de salvar la escuadra de Odd Squad de un desastre relacionado con una torta instigado por su compañero anterior, un agente muy dotado llamado Todd que fue removido de Odd Squad y se convirtió en un villano.
- Filip Geljo – Agente Otto: es el compañero de Olivia, y en el episodio de apertura el agente de Squad más nuevo. El amante de la diversión Otto actúa como un papel cómico de la actitud de Olive de hombro recto, con frecuencia molesta. Aunque es un novato, Otto frecuentemente descubre los hechos necesarios para resolver el caso en cuestión, incluso haciéndolo en ausencia de Olive, demostrando su valía como agente.
- Millie Davis – Srta. O: La Srta. O es el título de cualquier jefe femenino de una división de Odd Squad, pero en el espectáculo, el título más a menudo se refiere al jefe de la división que aparece en el show. La severa Srta. O lidera la organización con un puño de hierro A pesar de aparecer más joven que la mayoría de los agentes, la Srta. O ha trabajado para Odd Squad durante varias décadas, su experiencia real La edad sigue siendo un misterio Antes de que ella se convirtió en la Srta. O, trabajó como un agente de campo de Odd Squad, pasando por el nombre "Oprah".
- Sean Michael Kyer – Agente Oscar: es el científico residente de Odd Squad y artilugiador, Oscar es un genio peculiar, aunque increíblemente bien informado, que pasa la mayor parte de su tiempo en Odd Squad Headquarters jugando con artilugios en su laboratorio. Los agentes le acuden por soluciones técnicas a sus problemas. Oscar tiene un lado torpe, entregando sus alocados rituales científicos con una generosa dosis de gestos de manos y efectos de sonido vocal. Oscar salió de la serie en el episodio "Oscar Strikes Back", donde se convirtió en el presidente del sector de laboratorio de Odd Squad después de que el expresidente fuera retirado de Odd Squad por mala conducta.

## Episodios
| Temporada | Temporada | Episodios | Episodios | Emisión original        | Emisión original    |
| Temporada | Temporada | Episodios | Episodios | Primera emisión         | Última emisión      |
| --------- | --------- | --------- | --------- | ----------------------- | ------------------- |
|           | 1         | 40        | 40        | 26 de noviembre de 2014 | 30 de mayo de 2016  |
|           | 2         | 35        | 35        | 20 de junio de 2016     | 12 de enero de 2019 |
|           | 3         | 33        | 33        | 17 de febrero de 2020   | 8 de julio de 2022  |
|           | 4         | 12        | 12        | 01 de octubre de 2024   | A confirmar         |

En octubre de 2023, Odd Squad fue renovada para una cuarta temporada titulada Odd Squad UK que comenzó a emitirse el 1 de octubre de 2024. Fue producida por Sinking Ship Entertainment, Fred Rogers Productions y BBC Studios Kids and Family, en asociación con CBBC, TVO Kids, SRC y PBS Kids. Consta de 12 episodios de media hora. Tiene un elenco mayoritariamente británico y se filma exclusivamente en el Reino Unido, específicamente en el área de Mánchester y sus alrededores.
El 26 de Noviembre Discovery Kids Anuncio Que Odd Squad UK Será Emitido El 4 de enero de 2025 Junto Con Los Nuevos Episodios De Aventuras con los Kratt También el 10 de enero de ese mismo año.